# Verein Braunschweiger Verkehrsfreunde

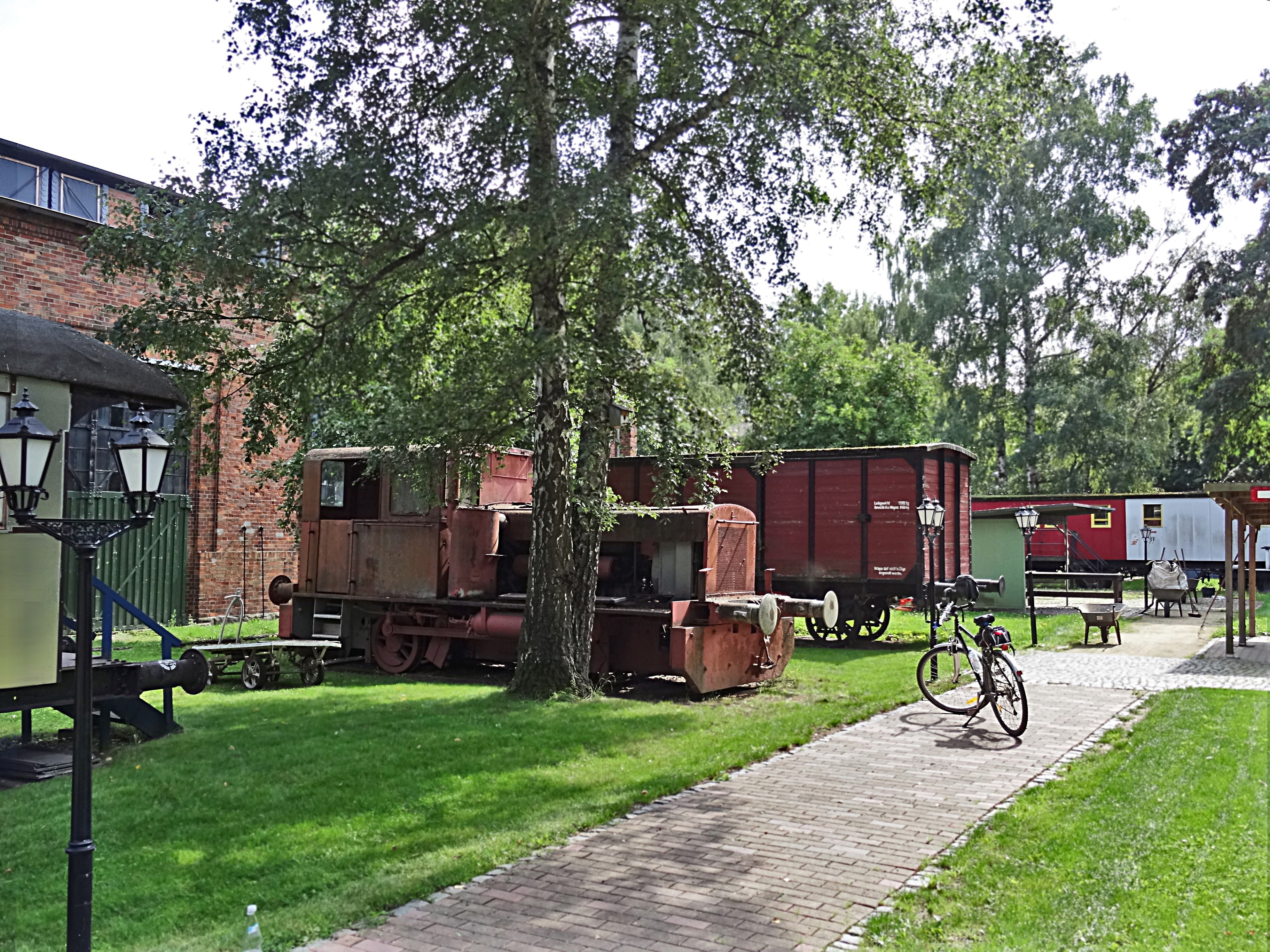
Lokpark Braunschweig

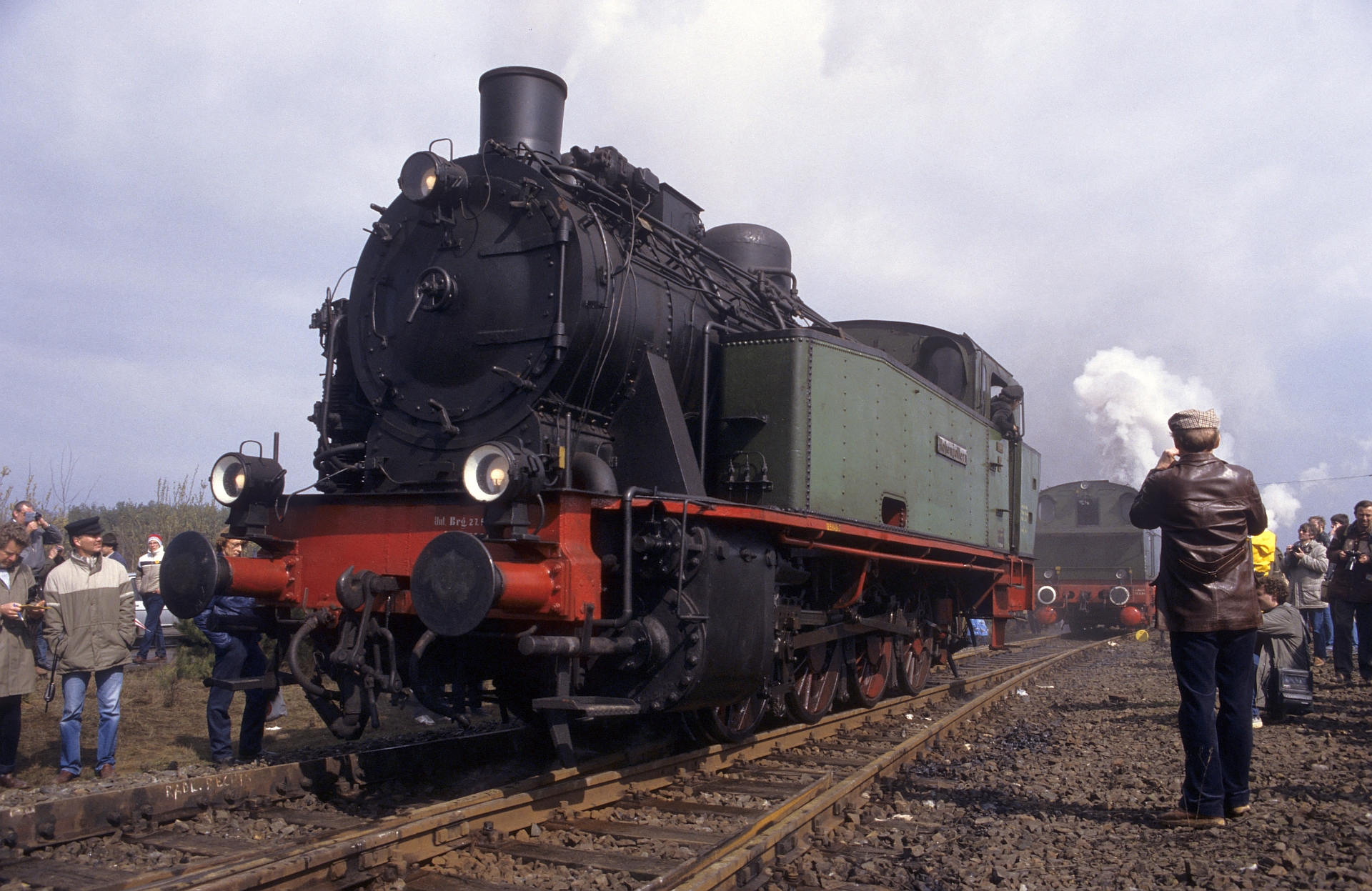
BLME 106 in Wittingen beim norddeutschen Eisenbahnjubiläum

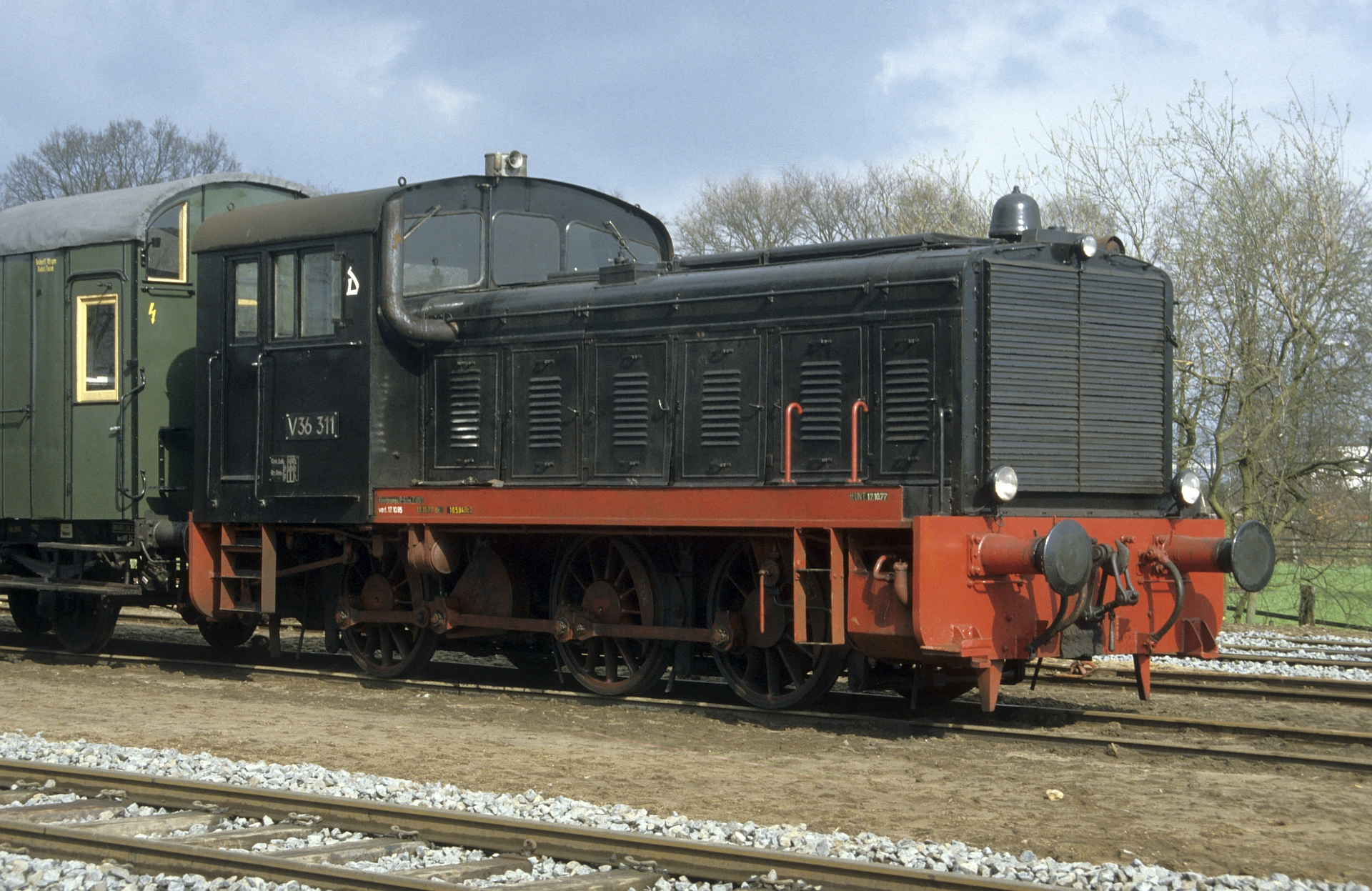
BLME V 36 311 in Wittingen beim norddeutschen Eisenbahnjubiläum

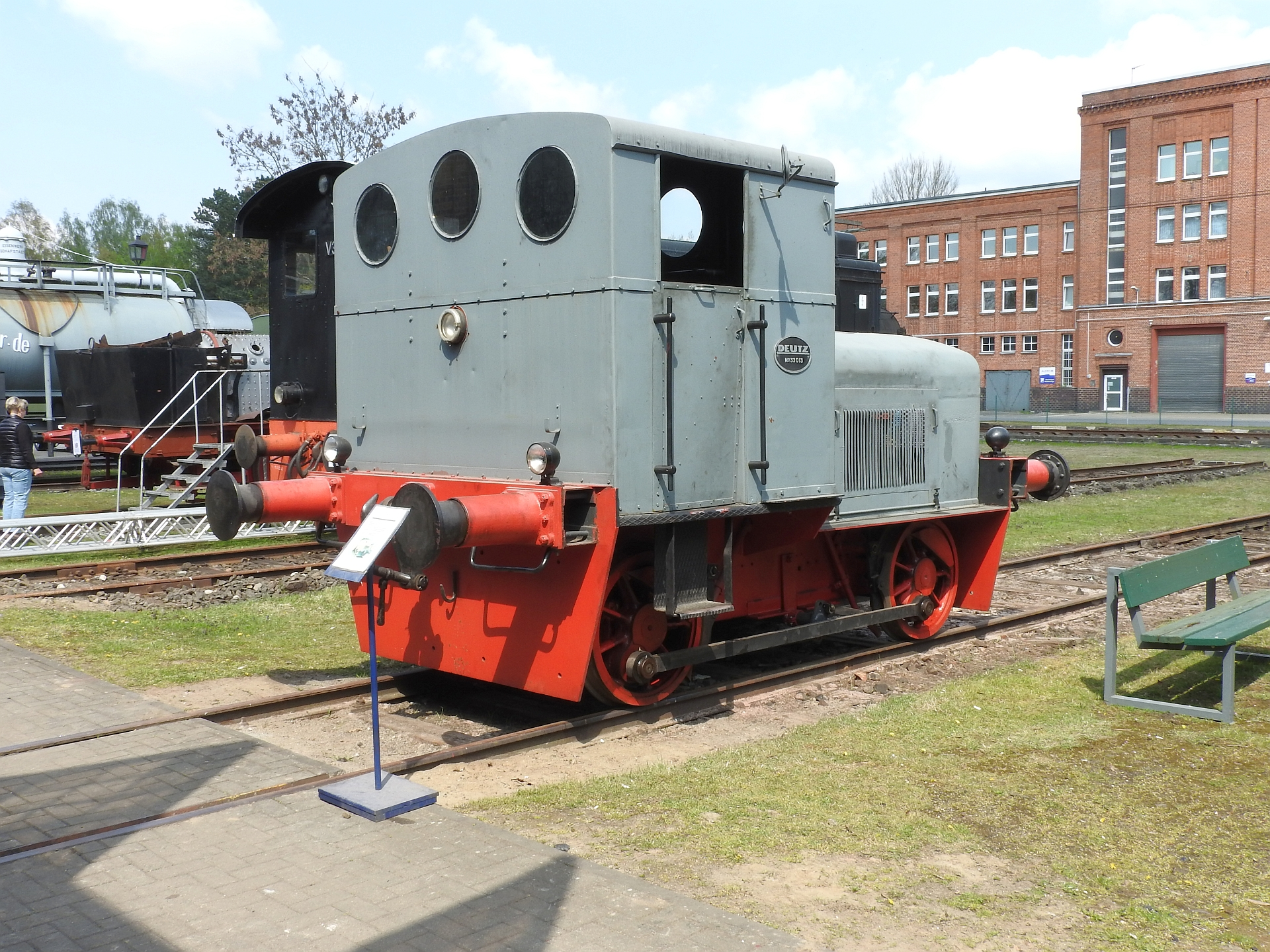
Deutz OMZ122 R im Lokpark Braunschweig

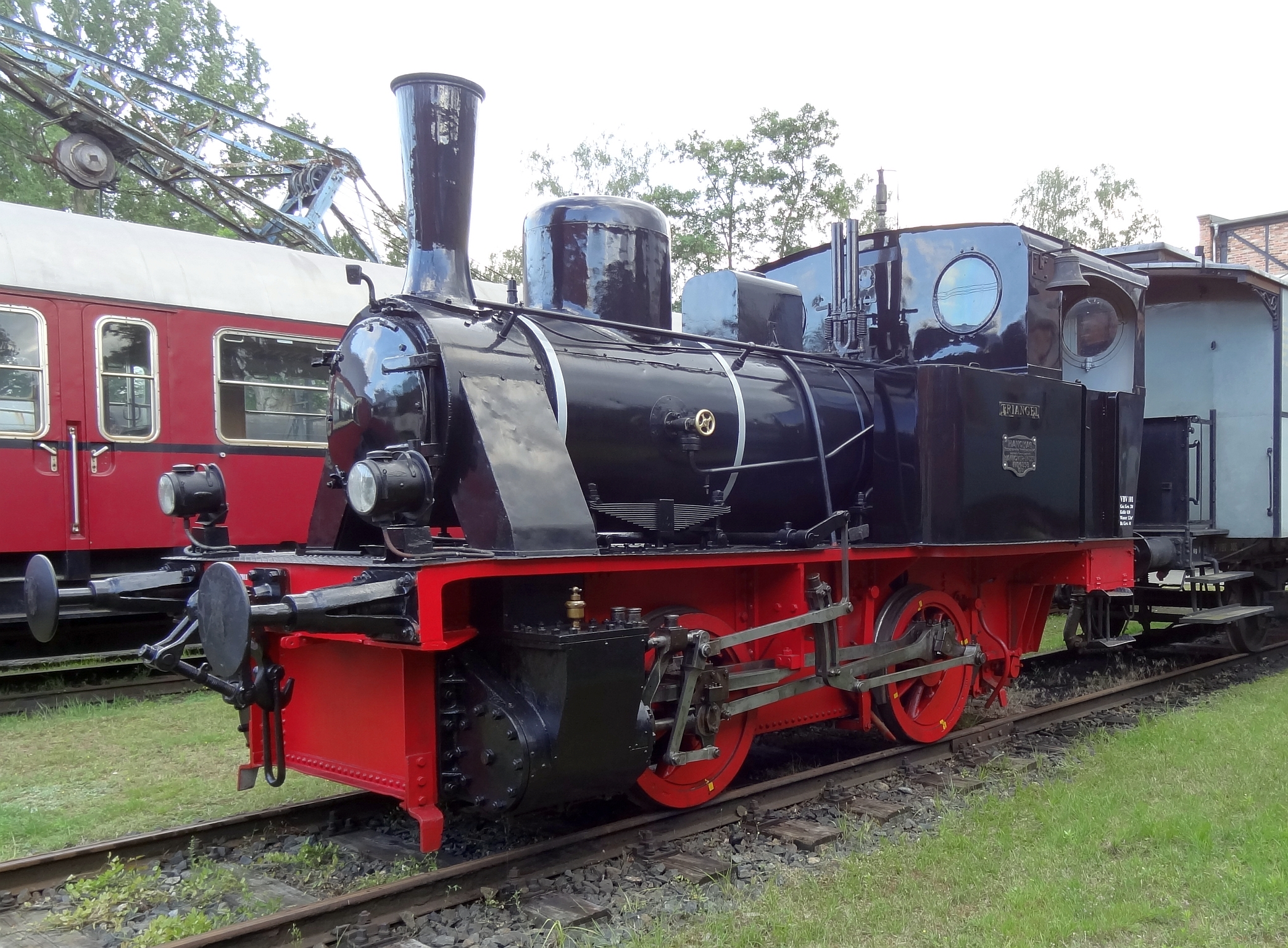
VBV 101 im Lokpark Braunschweig

Der Verein Braunschweiger Verkehrsfreunde e. V. (VBV) zählt zu den ältesten Museumsbahnvereinen in Deutschland.

## Geschichte
Der Verein Braunschweiger Verkehrsfreunde wurde 1949 gegründet. 1968 wurde mit dem Aufbau einer Sammlung historischer Personenwagen begonnen und Sonderfahrten mit der geliehenen Dampflok Hafen 2 (Jung 1925/3736) der Hafenbetriebsgesellschaft Braunschweig veranstaltet. Diese Lok war auch in den folgenden Jahren Zuglok des Museumszuges und ging 1978 in den Besitz des Vereins über. Seit 1972 wurde der Museumszug als Braunschweigische Landes-Museumseisenbahn (BLME) vermarktet. Nach der Einstellung des Personenverkehrs auf der Bahnstrecke Celle–Wittingen der Osthannoverschen Eisenbahnen betrieb die Braunschweigische Landes-Museums-Eisenbahn-Gesellschaft bis Mitte der 1990er-Jahre touristischen Verkehr auf dieser Strecke. Die bald recht umfangreiche Fahrzeugsammlung wurde zunächst im Freien am Braunschweiger Güterbahnhof abgestellt.

## Standort
Nach der Aufgabe der Dampflokausbesserung durch die Deutsche Bahn im Ausbesserungswerk Braunschweig gab es private Bestrebungen, auf einem größeren Teil des Geländes ein Technik-Museum einzurichten, die aber von offizieller Seite ohne Unterstützung blieben. So mietete der VBV den ehemaligen Anheizschuppen West mit dem vorgelagerten Gelände und der Schiebebühne als Unterstellmöglichkeit für den Fahrzeugbestand an und fand so 1978 ein neues Domizil. Es firmiert unter dem Namen Lokpark Braunschweig.

## Fahrzeuge und Betrieb
Der Lokpark ist heute Mittelpunkt zahlreicher Aktivitäten des VBV. Neben der Pflege der vereinseigenen historischen Züge sowie des VT-08-Triebwagens – einer Dauerleihgabe des DB-Museums – finden hier regelmäßig im Sommer Oldietage und im Winter Nikolausfahrten statt. Der Dampfzug Asse-Bummler verkehrt im September von Braunschweig und Wolfenbüttel nach Wittmar in die Asse über die zuletzt von den Verkehrsbetrieben Peine-Salzgitter (VPS) im Güterverkehr befahrenen Assebahn. Daneben verkehren überregionale Sonder- und Charterzüge.
Bereits vor der Dampflokomotive VBV 102 der Hafenbetriebsgesellschaft Braunschweig, die 1925 von der Arnold Jung Lokomotivfabrik an die Bergedorf-Geesthachter Eisenbahn geliefert worden war,  ging eine kleine zweiachsige Dampflok, von Hanomag 1912 für die Norddeutsche Torfmoorgesellschaft in Triangel gebaut und zeitlebens dort im Einsatz stehend, 1969 als VBV 101 in den Bestand des Vereins. In den 1980ern kamen eine 600 PS starke vierfach gekuppelte schwere Güterzug-Tenderlok, die 1925 von der Aktiengesellschaft für Lokomotivbau Hohenzollern gebaut worden war und zuletzt bei den Saarbergwerken im Einsatz stand, als VBV 106 und von der Zuckerfabrik Warburg eine preußische T 3 der ehemaligen Oschersleben–Schöninger Eisenbahn als VBV 107 in die Sammlung.
Außerdem gehören zwölf Diesellokomotiven mit meist regionalem Bezug dem Verein, darunter vier Wehrmachts-Diesellok der Typen WR 360 C 14 (zwei), WR 200 B 14 und WR 220 B 15 und zwei ehemalige Werkslokomotiven des Typs Deutz V6M436R aus dem VW-Werk in Wolfsburg.
Neben zwei ehemaligen MaK-Großraumdieseltriebwagen und einem Esslinger Triebwagen, der 1952 an die Hildesheim-Peiner Kreis-Eisenbahn-Gesellschaft geliefert worden war, bereichern mehr als je ein Dutzend Personen-, Pack- und Güterwagen den Museumsbestand.

## Ehemalige Fahrzeuge

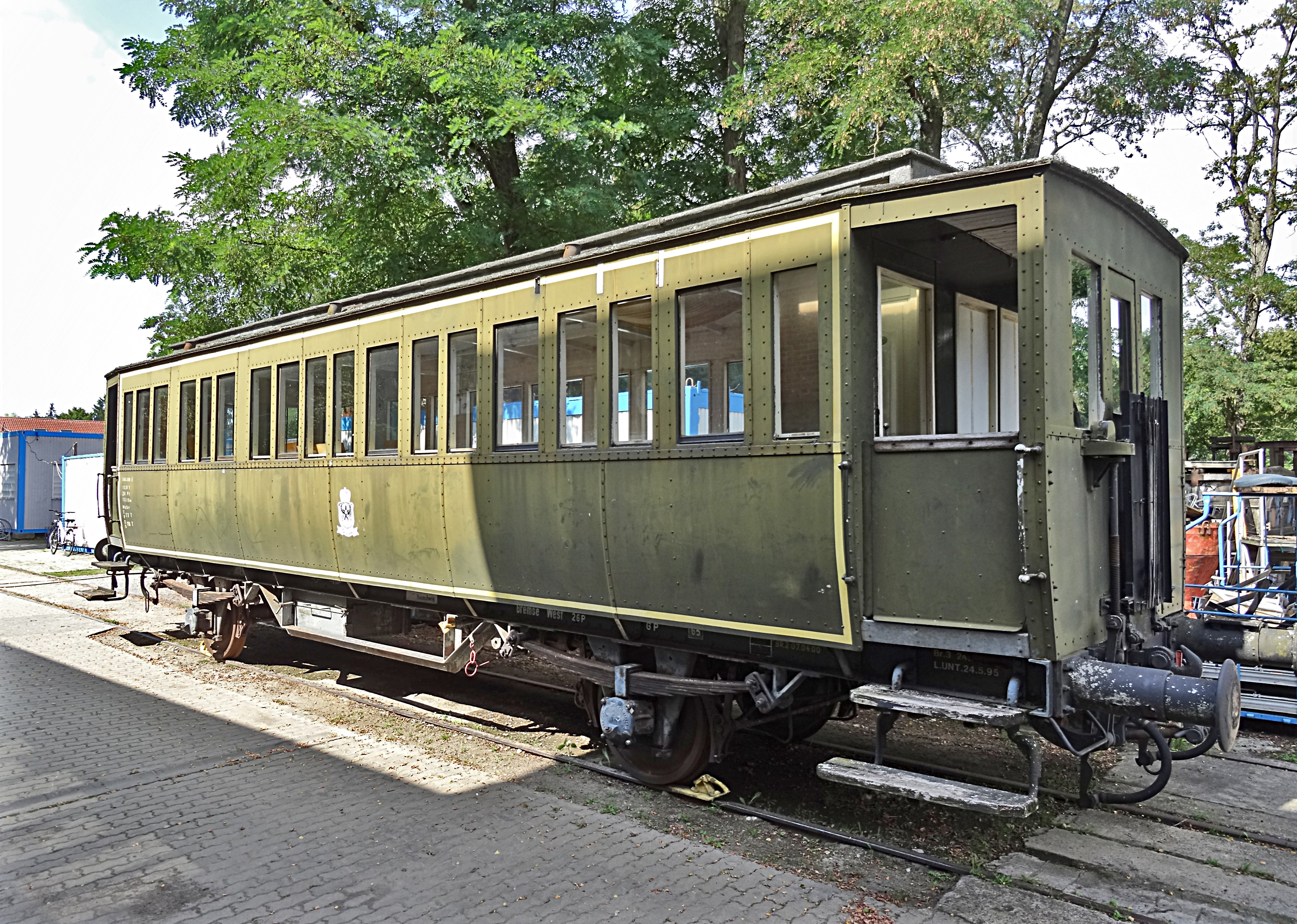
Reisezugwagen der Königlich Preußischen Eisenbahn Verwaltungen

Als VBV 105 war bis 1992 eine ehemalige Lokomotive der Hafenbetriebsgesellschaft Hildesheim (1 II) im Bestand, die heute wieder an ihrer alten Wirkungsstätte als Denkmal steht.
Im Jahre 1984 kam eine preußische T 9.1 als VBV 108 in den Bestand (Henschel 12478/1913), die als FK 44 bis 1963 bei der Frankfurt-Königsteiner Eisenbahn in Dienst und danach 20 Jahre auf einem Spielplatz in Hattersheim stand. Sie spendete ihre brauchbaren Teile einer weiteren preußischen T 9.1 und wurde später wieder abgegeben. Bis zum Herbst 2003 war man im Besitz einer weiteren WR 200 B14, der ehemaligen DL 261 der Bremervörde-Osterholzer Eisenbahn (BOE), die an die Almetalbahn verkauft wurde. Von der Erdöl-Raffinerie in Hannover-Misburg erhielt der Verein 1988 eine Dampfspeicherlok, die wenige Jahre später als Denkmal nach Baddeckenstedt abgegeben wurde.